# Mistrzostwa Europy w Wioślarstwie 1925
27. Mistrzostwa Europy w Wioślarstwie odbyły się w dniach 3-4 września 1925 r. w czechosłowackiej Pradze. Zawodnicy rywalizowali w 7 konkurencjach wioślarskich (debiut czwórki bez sternika) na przepływającej przez miasto rzece Wełtawie. 

## Medaliści
| Konkurencja                 | Złoto | Srebro | Brąz                                                                                                   | Źródło      |
| --------------------------- | --- | --- | --- | ----------- |
| M1x (jedynka)               | Constant Pieterse | Josef Schneider | Andrzej Osiecimski-Czapski                                                                             | [ 1 ]       |
| M2x (dwójka podwójna)       | Francja Jean-Pierre Stock · Marc Detton | Szwajcaria Rudolf Bosshard · Max Schmid | Czechosłowacja Josef Straka · Julius Gerhardt                                                          | [ 2 ] [ 3 ] |
| M2- (dwójka bez sternika)   | Szwajcaria Alois Reinhard · Willy Siegenthaler | Holandia Jean van Silfhout · Johannes van der Vegte | Czechosłowacja Antonín Snabl · Emil Novotný                                                            | [ 4 ]       |
| M2+ (dwójka ze sternikiem)  | Szwajcaria Alois Reinhard · Willy Siegenthaler · Walter Ludin (sternik) | Francja | Holandia Hein van Suylekom · Carel van Wankum · C. Quispel (sternik)                                   | [ 5 ]       |
| M4- (czwórka bez sternika)  | Szwajcaria Kurt Pfeiffer · Alfred Probst · Hermann Haller · Arthur Dreyfus | Holandia Jean van Silfhout · Jacob Brandsma · Johannes van der Vegte · Th. Wennekendonk                                                                                | Włochy Renato Petruzzelli · Luigi Arciuli · Rolando Gantes · Giuseppe Magaletti                        | [ 6 ]       |
| M4+ (czwórka ze sternikiem) | Włochy Remigio Genzo · Alberto Privilegi · Mimo Mantegnacco · Elio Grio · Mario Martinelli (sternik)                                                                               | Węgry Lajos Wick · Sándor Hautzinger · Béla Blum · Zoltán Török · Károly Koch (sternik)                                                                                | Szwajcaria Édouard Candeveau · Hans Winzeler · Charles Liechti · Max Pfeiffer · Walter Ludin (sternik) | [ 7 ]       |
| M8+ (ósemka)                | Szwajcaria Karl Schöchlin · Hans Schöchlin · Moritz Müller · Wilhelm Wippermann · Paul Käser · Charles Holenstein · Julien Comtesse · Hans Rüfenacht · Theophil Mosimann (sternik) | Holandia J.H. Brommet · Teun Beijnen · Th.P. Tromp · Appel Ooiman · F.M. Joseph · H.P.J. van Ketwich Verschuur · Jan Huges · W.H. van Heerdt · C.J.A. Lummel (sternik) | Francja                                                                                                | [ 8 ]       |

## Klasyfikacja medalowa
| Miejsce | Reprezentacja  | Złoto | Srebro | Brąz | Razem |
| ------- | -------------- | ----- | ------ | ---- | ----- |
| 1.      | Szwajcaria     | 4     | 2      | 1    | 7     |
| 2.      | Holandia       | 1     | 3      | 1    | 5     |
| 3.      | Francja        | 1     | 1      | 1    | 3     |
| 4.      | Włochy         | 1     | 0      | 1    | 2     |
| 5.      | Węgry          | 0     | 1      | 0    | 1     |
| 6.      | Czechosłowacja | 0     | 0      | 2    | 2     |
| 7.      | Polska         | 0     | 0      | 1    | 1     |
| Razem   | Razem          | 7     | 7      | 7    | 21    |